# Accidente del Tu-154 del Ministerio de Defensa de Rusia
El accidente del Tu-154 del Ministerio de Defensa de Rusia se produjo el  25 de diciembre de 2016  cuando una aeronave Túpolev Tu-154 del Ministerio de Defensa de Rusia se estrelló en el mar Negro, durante un vuelo entre el Aeropuerto Internacional de Sochi en  Rusia a la base aérea de Jmeimim en Siria. 
En el accidente murieron las 92 personas que se encontraban a bordo, entre ellas 64 miembros del Coro del Ejército Rojo, incluyendo a su director Valeri Jalilov.
Fue el desastre aéreo más grave de 2016.

## Aeronave
La aeronave era un Túpolev Tu-154B-2, con matrícula RA-85572, que estaba operativa desde 1983, y que había volado por 6689 horas.

## Accidente

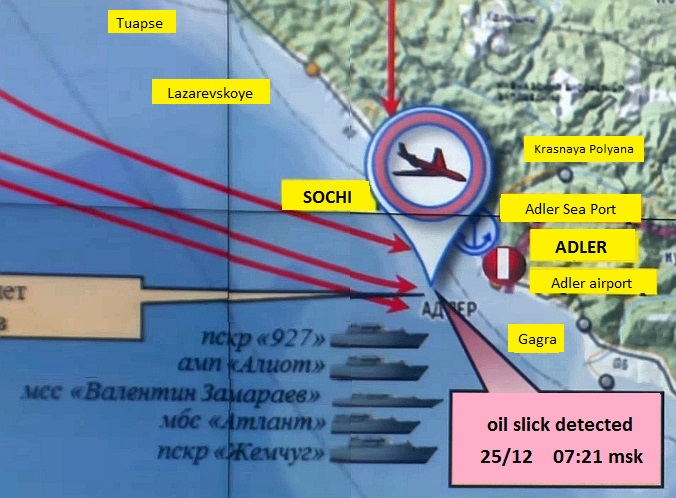
Esquema del accidente.

El avión se estrelló en el mar Negro a 1,5 kilómetros (0,9 mi) de la costa. Los restos se encontraron a una profundidad de 50 a 70 metros. Las 92 personas a bordo fallecieron. Han sido recuperados los cuerpos de 13 víctimas desde el lugar del accidente.
Inmediatamente tras el accidente, el Comité de Investigación de Rusia inició una causa penal para probar las causas de este. El Servicio Federal de Seguridad ha descartado la hipótesis de que se trate de un ataque terrorista, estableciendo como posibles causas «un fallo técnico, la penetración de un objeto en el motor, combustible de mala calidad, o un error humano».
Finalmente se estableció que el piloto había sufrido una ilusión somatográvica. El análisis de los datos de vuelo sugirió que el piloto «se había desorientado e ignorado sus instrumentos, creyendo que el avión estaba subiendo demasiado». Se pensaba que el cansancio era un factor. Los expertos dijeron que ya se sentía mal en tierra y que tenía problemas para llevar el avión a la pista correcta.[cita requerida]

## Víctimas
De los 92 pasajeros y tripulación a bordo, 64 eran miembros del Coro del Ejército Rojo, incluyendo a su director Valeri Jalilov. Los miembros del coro viajaban desde Moscú a la base rusa de Jmeimim, en Siria, para formar parte de las celebraciones de año nuevo de las tropas rusas.
La lista de pasajeros incluye también a la trabajadora humanitaria Elizaveta Glinka, el director del Departamento de Cultura del Ministerio de Defensa de Rusia Anton Gubankov, siete soldados (además de Jalilov), nueve periodistas (tres de cada canal: Piervy Kanal, NTV y Zvezda), y dos oficiales civiles.
Lista de miembros del conjunto que murieron en el accidente aéreo:
1. Archukova A.A. - bailarina de ballet,
2. D. Babovnikov - artista del coro,
3. A.K.Bazdyrev - artista del coro,
4. D. Belonozhko - artista del coro,
5. Beschastnov D.A. - artista del coro,
6. Brodsky V.A. - acompañante,
7. Bulochnikov E.V. - solista del conjunto,
8. Buryachenko B. B. - director de coro,
9. Bykov S.L. - Bailarina de ballet,
10. Vasin M.A. - artista del coro,
11. Georgiyan O. P. - artista del coro,
12. Gilmanova PP - bailarina de ballet,
13. V. Golikov - solista-vocalista,
14. L.A. Guzhova - diseñadora de vestuario,
15. K. Davidenko - artista del coro,
16. Deniskin S.I. - artista del coro,
17. Ermolin V.I.  - coreógrafo-director, Artista del Pueblo de Rusia,
18. P. Zhuravlev - solista del conjunto,
19. Zakirov PP - artista del coro,
20. A. Ivanov - artista del coro,
21. Ivanov M.A. - artista del coro,
22. A. Ivashko - diseñador de vestuario,
23. Ignatieva N.V. - bailarina de ballet,
24. M. Klokotova - solista del conjunto,
25. Kolobrodov K. A. - bailarina de ballet,
26. O. Korzanov - bailarín de ballet,
27. E. I. Korzanova - bailarina de ballet,
28. S. A. Kotlyar - artista del coro,
29. A. Kochemasov - artista del coro,
30. A. Krivtsov - artista del coro,
31. I. Kryuchkov - artista de orquesta,
32. I. Larionov - bailarina de ballet,
33. Litvyakov D.N. - artista del coro,
34. Lyashenko K. I. - bailarina de ballet,
35. K. Mayorov - Director, Director del Coro en Jefe del Conjunto, Artista de Honor de la Federación de Rusia,
36. Mikhalin V.K. - bailarina de ballet,
37. A. Mokrikov - artista del coro,
38. A. Morgunov - artista del coro,
39. Nasibulin Zh.A. - artista del coro,
40. Novokshanov Yu.M. - artista del coro,
41. Osipov G.L.  - solista, Artista de Honor de la Federación de Rusia,
42. V. Polyakov - artista del coro,
43. Popov V.A. - bailarina de ballet,
44. Pyryeva L.A. - bailarina de ballet,
45. A. Razumov - bailarina de ballet,
46. A.V. Saveliev - solista,
47. Sanin V.V.  - solista, Artista de Honor de la Federación de Rusia,
48. V. I. Satarova - bailarina de ballet,
49. Serov A.S. - bailarina de ballet,
50. A. Sokolovsky - artista del coro,
51. A. Sonnikov - Director adjunto del Conjunto,
52. I.V. joiner - artista del coro,
53. B. Sulimanov - artista del coro,
54. A. Tarasenko - artista del coro,
55. Trofimov A.S. - artista del coro,
56. Trofimova D.S. - bailarina de ballet,
57. A. Uzlovsky - artista del coro,
58. Khalilov V.M. - Jefe del conjunto - director artístico,
59. Halimon V.L. - artista del coro,
60. Khorosheva L. N. - bailarina de ballet,
61. Tsvirinko A. I. - bailarina de ballet,
62. O. Shagun - bailarina de ballet,
63. Shakhov I. V. - bailarina de ballet,
64. A. Shtuko - artista del coro.

## Reacciones
El presidente Vladímir Putin decretó duelo nacional el 26 de diciembre.